# 15565 Benjaminsteele
15565 Benjaminsteele là một tiểu hành tinh vành đai chính]]. Nó được đặt tên theo Benjamin C. Steele cho thành tựu là một người vào vòng chung kết Discovery Young Scientist Challenge (DYSC) năm 2001, một cuộc thi khoa học ở trường trung học. Ông tốt nghiệp đại học ở Viện Công nghệ California (Caltech) và nay là sinh viên ở MIT. 